# Герб комуни Ар'єплуг
Герб комуни Ар'єплуг (швед. Arjeplog kommunvapen) — символ шведської адміністративно-територіальної одиниці місцевого самоврядування комуни Ар'єплуг.

## Історія
Герб розроблено ще 1952 року для ландскомуни Ар'єплуг. Але офіційно використовуватися став уже комуною після адміністративно-територіальної реформи. Зареєстрований 1974 року.

## Опис (блазон)
У зеленому полі три тонкі срібні перев'язи справа, над ними срібний оленячий ріг, а під ними — такий же півмісяць праворуч.

## Зміст
Зелене поле означає багаті ліси, три перев'язи символізують три річки (Лайсельвен, Шеллефтеельвен і Пітеельвен), оленячий ріг характеризує місцеву фауну, а півмісяць вказує на срібні копальні Наса.